# 深圳萬象城

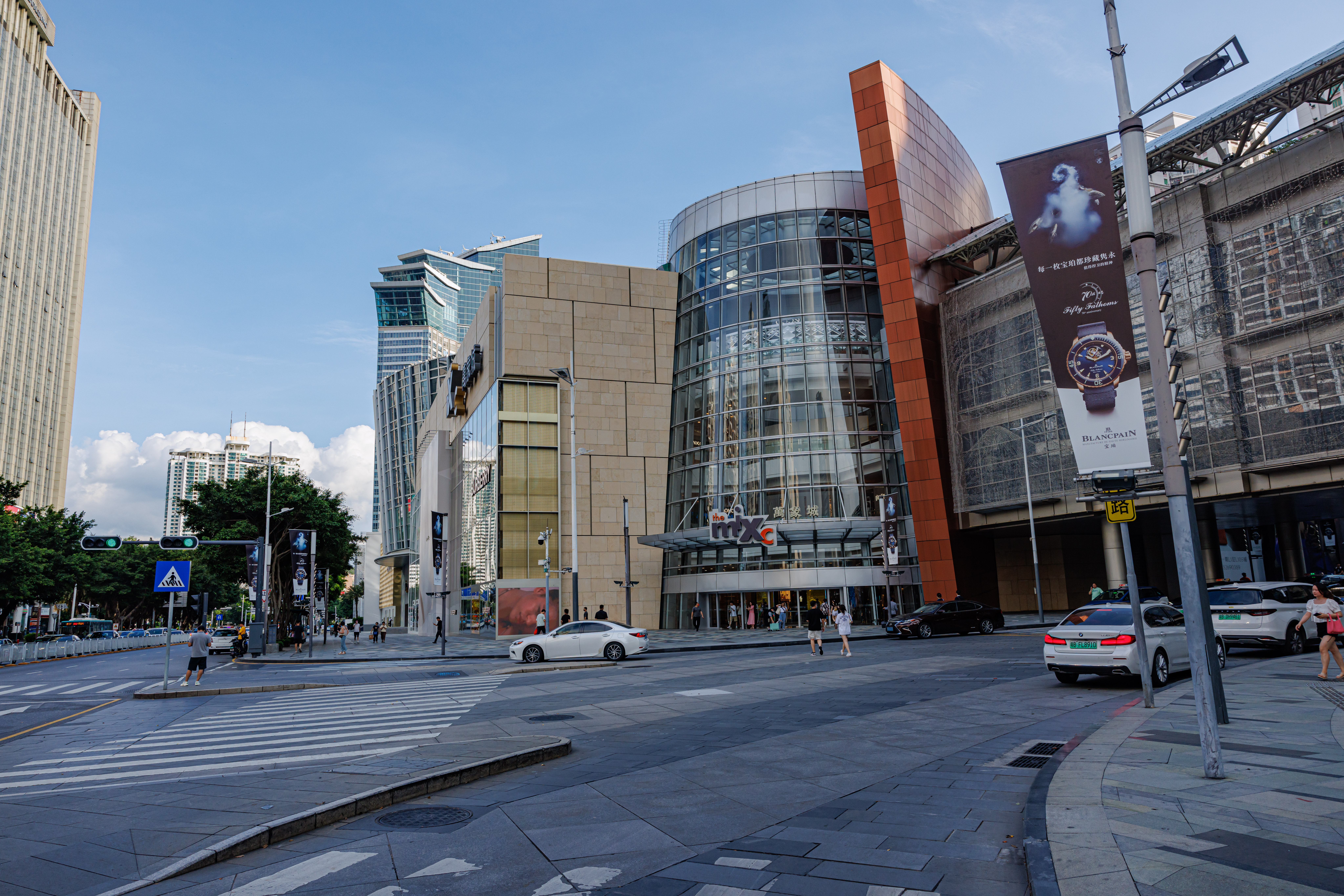
深圳万象城正门

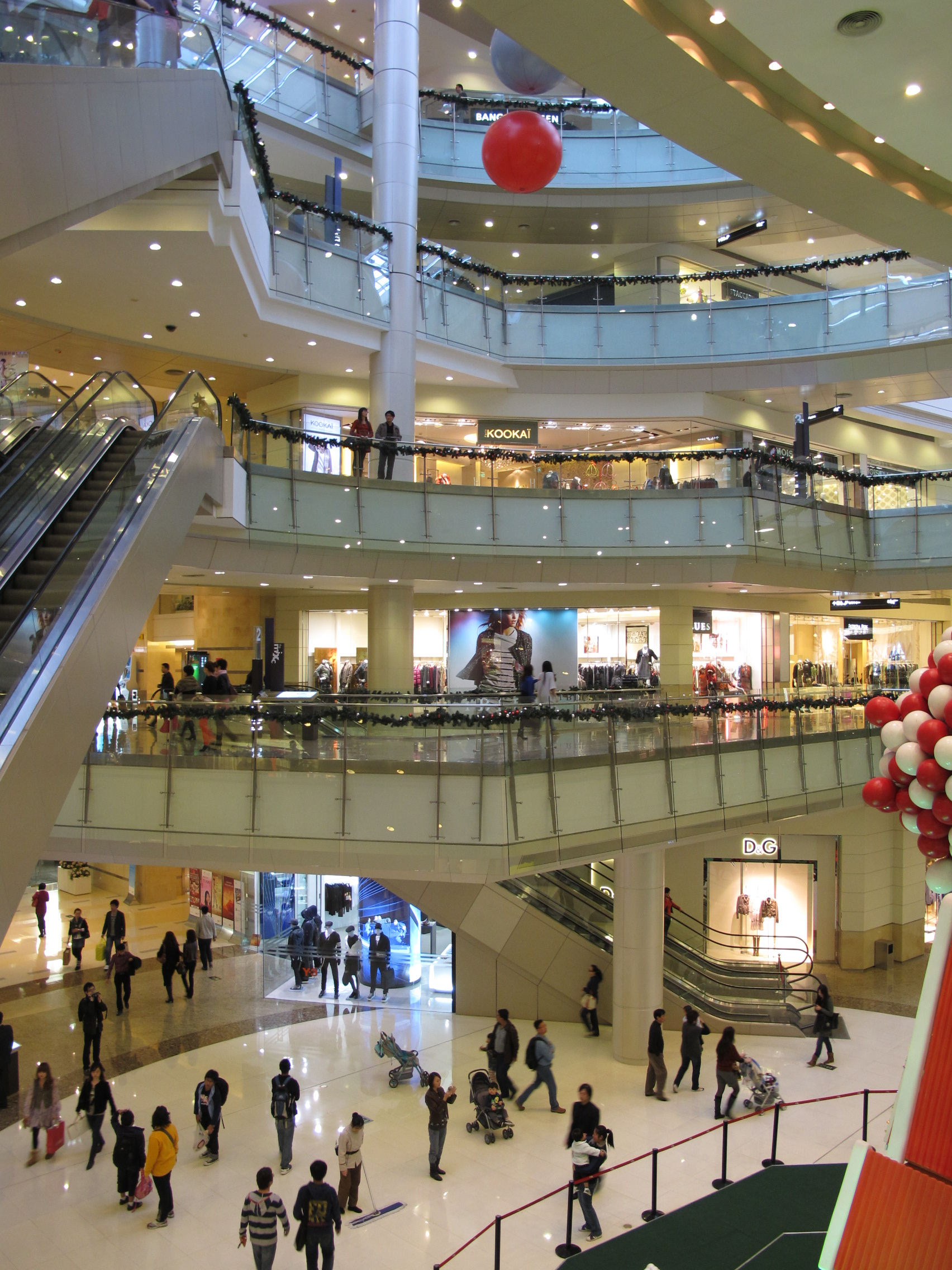
深圳萬象城一期中庭

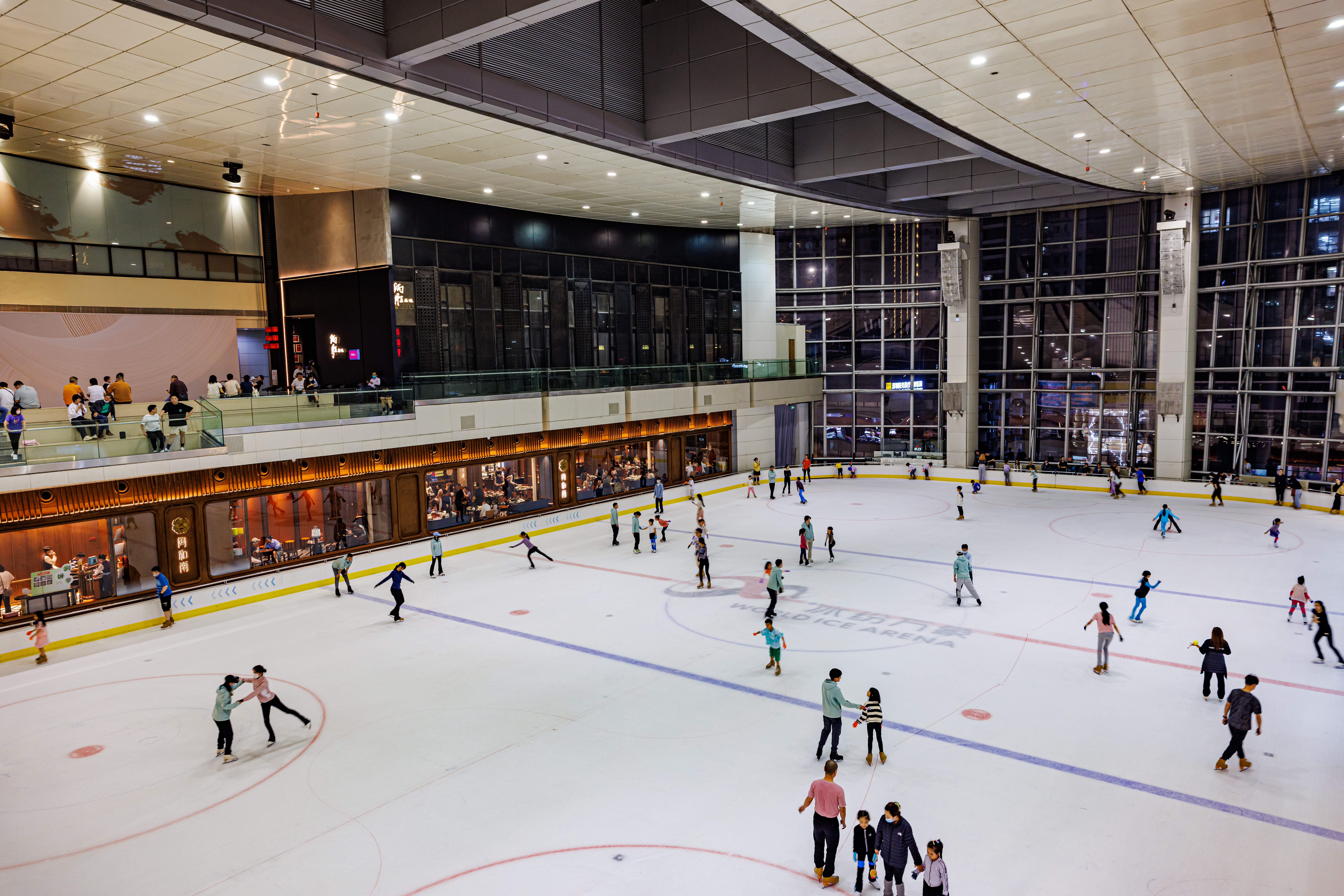
深圳萬象城一期設萬象滑冰場

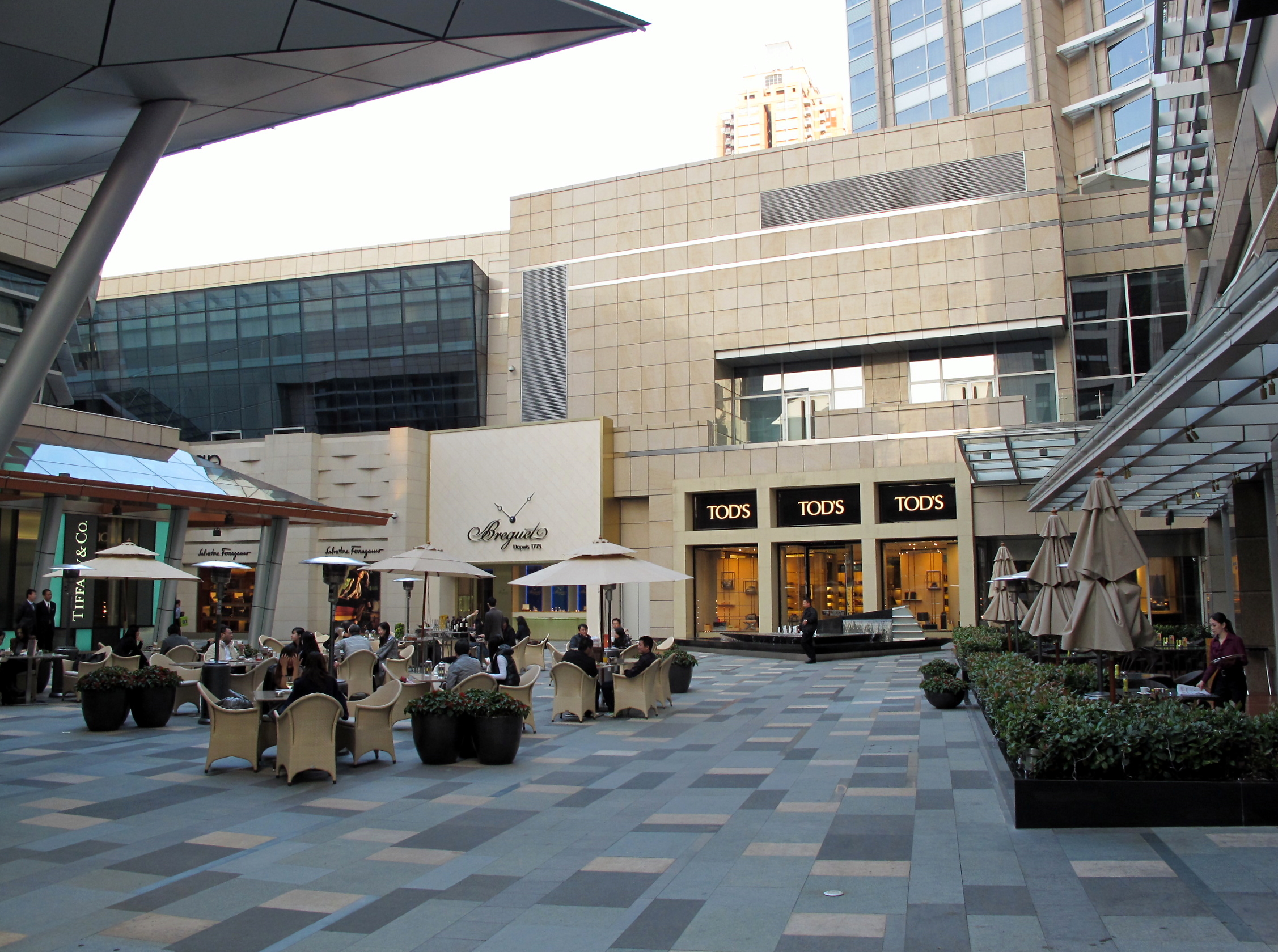
深圳萬象城二期以名牌旗艦店為主

深圳華潤·萬象城（The Mixc），又名深圳萬象城，簡稱萬象城，位於中國深圳羅湖區，連接深圳地鐵大劇院站，由華潤置地有限公司旗下華潤（深圳）有限公司經營。
華潤·萬象城屬深圳華潤中心一期項目，包括6層樓面面積共167,000平方米的商場，及29層高的甲級寫字樓層。深圳華潤中心二期則包括深圳君悅酒店、高級住宅幸福里。
華潤萬象城於2004年12月中開業，商場面積18.8萬平方米，設置百貨公司（已結業並分拆為多間店舖）、萬象滑冰場、嘉禾深圳影城（已被華潤旗下万象影城取代）、玩具反斗城及一些入口名牌旗艦店，如HUGO BOSS、ESCADA、Alfred Dunhill、Kenzo、MUJI、Miu Miu等。此外，華潤集團旗下首家高檔超市Ole設於商場負一層。
以營業額計，深圳萬象城是深圳營業額最高的商場，2014年營業額達62億人民幣，位列全國第四，廣東省第二。

## 主力店鋪
- 古馳
- 路易威登
- 香奈兒
- 寶格麗
- 迪奧
- 菲拉格慕
- 沛納海
- 萬寶龍
- 卡蒂亞
- 寶緹嘉
- 普拉達
- 梅賽德斯-奔馳
- MUJI
- RéEL時尚生活百貨：第一次進入中國大陸的海外百貨公司。
- Olé超級市場：華潤萬家第一家新概念超市，以品種繁多的進口食品為特色。
- 橙天嘉禾深圳影城：擁有12個放映廳，包括一個豪華貴賓廳，是目前深圳最大的電影城，也是至2018年9月連續多年成為深圳票房成績最好的影院[4]。2012年獨家引進最新型號的SONY 3D放映設備，高清金屬銀幕，於2018年9月28日結業，業主收回後將經營自家品牌影院萬象影城，惟翻新後票房下跌不少。
- 冰紛萬象滑冰場：中國第一個商業用途奧林匹克標準真冰滑冰場，下設“冰紛會”滑冰俱樂部。

## 交通
商場對出是深南東路，為深圳主要幹道，有多條公交路線途經。此外，深圳地鐵1號綫、2號綫的大劇院站亦設有出入口連接商場負一層。

## 鄰近建築物
- 信興廣場
- 京基100
- 深圳書城羅湖城

## 外部連結
- 華潤·萬象城 （简体中文） （需要 Flash player）
- 明報: 深圳萬象城2期 （页面存档备份，存于）

22°32′32″N 114°06′20″E / 22.542347°N 114.105656°E